# Transcaucasian Trail
De Transcaucasian Trail (TCT) is een langeafstandswandelpad door Transkaukasië, de landen Georgië, Armenië en Azerbeidzjan.
Het project, dat voornamelijk door crowdfunding wordt gefinancierd, begon in 2015 door een samenwerking van voormalige Peace Corps-vrijwilligers Paul Stephens en Jeff Haack, en reiziger Tom Allen. In 2017 werden paden gecreëerd en bewegwijzerd in Nationaal park Dilijan en Svaneti. Daarna werd 1750 kilometer uitgezet in verschillende delen van de drie landen. De route gaat via bestaande en nieuwe paden in bergachtige gebieden.
Het volledige pad moet 3000 kilometer lang worden en bestaat uit twee delen van elk 1500 kilimeter. Een noord-zuid pad dat de Grote Kaukasus met de Kleine Kaukasus verbindt, en een oost-west pad dat de twee zeeën met elkaar verbindt, de Zwarte Zee en Kaspische Zee. Het pad werd in 2019 opgenomen in de lijst van geweldige plekken van Time magazine.